# 佩切斯凱
49°44′58″N 26°50′18″E / 49.74944°N 26.83833°E

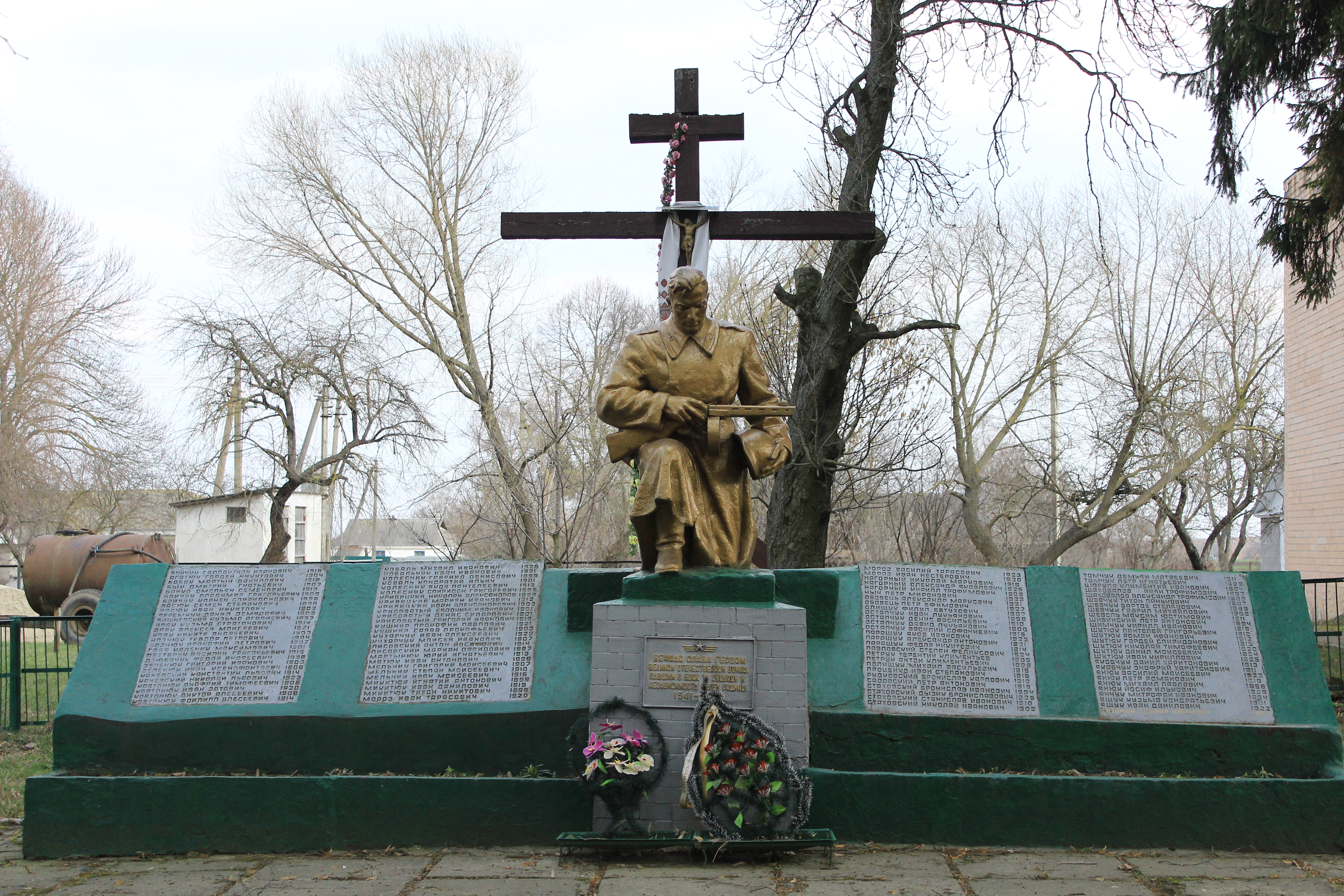
在佩切斯克村的紀念同胞的紀念牌

佩切斯凱（烏克蘭語：Печеське）是位於烏克蘭西部的村莊，由赫梅利尼茨基州裡赫梅利尼茨基區的克拉西利夫市鎮負責管轄。該村面積1.57平方公里，海拔高度293米，2001年人口600，人口密度每平方公里382.7人。